# Sagittaria filiformis
Sagittaria filiformis är en svaltingväxtart som beskrevs av Jared Gage Smith. Sagittaria filiformis ingår i släktet pilbladssläktet, och familjen svaltingväxter. Inga underarter finns listade.